# セス・ゴーディン
セス・ゴーディン（Seth Godin、1960年7月10日 - ）は、アメリカ合衆国の著作家。

## 概要
マーケティングに関する著作で知られ、パーミッション・マーケティングの提唱者とされる。代表作『「紫の牛」を売れ!』（門田美鈴訳、ダイヤモンド社）は世界的なベストセラーとなる。なお、1996年に、日本で出版した『金融革命ー電子マネー時代への警鐘』（白田佳子訳、トッパン、原著：Digital Cash）は、まだインターネットの商用化が広く進んでいなかった当時に、現代のキャッシュレズ社会の問題点を指摘している。

## 思想
型破りな発想、常識破りの発想を評価する。

## 著書

### 洋書
- Godin, Seth (1993). The Smiley Dictionary. Berkeley: Peachpit Press. ISBN 1-56609-008-3
- Godin, Seth (1995). eMarketing: Reaping Profits on the Information Highway. New York: Berkley Pub. Group. ISBN 0-399-51904-1
- Godin, Seth (1999). Permission marketing: turning strangers into friends, and friends into customers. New York: Simon & Schuster. ISBN 0-684-85636-0
- Godin, Seth (2001). Unleashing the Ideavirus. New York: Hyperion. ISBN 0-7868-8717-6 Book online - Detailing the idea of Viral marketing
- Godin, Seth (2002). The Big Red Fez: How To Make Any Web Site Better. New York: Free Press. pp. 112. ISBN 0-7432-2790-5
- Godin, Seth (2002). Survival is not enough: zooming, evolution, and the future of your company. New York: Free Press. ISBN 0-7432-2571-6
- Godin, Seth (2003). Purple Cow: Transform Your Business by Being Remarkable. Portfolio. pp. 224. ISBN 1-59184-021-X
- Godin, Seth (2004). Free Prize Inside!: The Next Big Marketing Idea. Penguin USA Portfolio. pp. 256. ISBN 1-59184-041-4
- Godin, Seth (2005). All Marketers Are Liars: The Power of Telling Authentic Stories in a Low-Trust World. Portfolio Hardcover. ISBN 1-59184-100-3
- Godin, Seth; the Group of 33 (2005). The Big Moo: Stop Trying to be Perfect and Start Being Remarkable. Portfolio Hardcover. ISBN 1-59184-103-8
- Godin, Seth (2006). Small Is the New Big: and 193 Other Riffs, Rants, and Remarkable Business Ideas. Portfolio Hardcover. ISBN 1-59184-126-7
- Godin, Seth (2007). The Dip: A Little Book That Teaches You When to Quit (and When to Stick)|The Dip|The Dip: A Little Book That Teaches You When to Quit (and When to Stick). Portfolio Hardcover. ISBN 1-59184-166-6
- Godin, Seth (2008). Meatball Sundae: Is Your Marketing out of Sync?. Portfolio Hardcover. ISBN 1-59184-174-7
- Godin, Seth (2008). Tribes: We Need You to Lead Us. Portfolio Hardcover. p. 160. ISBN 1-59184-233-6
- Godin, Seth (2010). Linchpin: Are You Indispensable?. Portfolio Hardcover. p. 256. ISBN 1-59184-316-2
- Godin, Seth (2011). Poke the Box. Portfolio Hardcover. ISBN 1-936719-00-2
- Godin, Seth (2011). We Are All Weird. The Domino Project. ISBN 1-936719-22-3

### 翻訳
- セス・ゴーディン 著、白田佳子 訳『金融革命―電子マネー時代への警鐘』トッパン（原著1996年11月）。ISBN 9784810189537。
- セス・ゴーディン 著、阪本啓一 訳『パーミションマーケティング―ブランドからパーミションへ』翔泳社（原著1999年11月）。ISBN 9784881358054。
- セス・ゴーディン 著、大橋禅太郎 訳『バイラルマーケティング』翔泳社（原著2001-2-28）。ISBN 9784798100050。
- セス・ゴーディン 著、高遠裕子 訳『セス・ゴーディンの生き残るだけなんてつまらない!―「ズーム」と進化がビジネスの未来を拓く』早川書房（原著2002年11月）。ISBN 9784152084613。
- セス・ゴーディン 著、門田美鈴 訳『「紫の牛」を売れ!』ダイヤモンド社（原著2004-2-20）。ISBN 9784478502242。
- セス・ゴーディン 著、沼崎冬日 訳『オマケつき!マーケティング』ダイヤモンド社（原著2005-7-15）。ISBN 9784478502518。
- セス・ゴーディン 著、沼崎冬日 訳『マーケティングは「嘘」を語れ!―顧客の心をつかむストーリーテリングの極意』ダイヤモンド社（原著2006-2）。ISBN 9784478502648。
- セス・ゴーディン 著、有賀裕子 訳『ダメなら、さっさとやめなさい! ~No.1になるための成功法則~』マガジンハウス（原著2007-8-30）。ISBN 9784838717934。
- グループ・オブ・33、セス・ゴーディン 著、宝利桃子 訳『常識破りの組織に変える 33人の否常識』きこ書房（原著2008-1-31）。ISBN 9784877712280。
- セス・ゴーディン 著、神田昌典 訳『「新しい働き方」ができる人の時代』三笠書房（原著2011-7-1）。ISBN 9784837957287。
- セス・ゴーディン 著、谷川漣 訳『パーミッション・マーケティング』海と月社（原著2011-9-26）。ISBN 9784903212296。
- セス・ゴーディン 著、阿部川久広 訳『「見えてる人」になるたった1つの法則』実業之日本社（原著2012-1-28）。ISBN 9784408109190。
- セス・ゴーディン 著、勝間和代 訳『トライブ 新しい“組織”の未来形』講談社（原著2012-7-25）。ISBN 9784062176002。